# Ткач Микола Михайлович
Микола Михайлович Ткач ( 4 січня 1942, Сахнівка, Чернігівської області — 17 квітня 2019) — український поет і письменник, етнолог, науковець, публіцист, культуролог, філософ, громадський діяч. Кандидат історичних наук, професор Київського національного університету культури і мистецтв, член НСПУ. Нагороджений медаллю Івана Мазепи (2017) , лавреат літературно-мистецької премії ім. Михайла Коцюбинського, міжнародної літературно-мистецької премії ім. Григорія Сковороди та Всеукраїнської літературної премії "Благовіст".

## Життєпис
Народився Микола Ткач у с. Сахнівка на Чернігівщині у витоках чарівної річечки Снов  4- го січня 1942 року, коли село було вже окуповане німцями.
Навчався успішно, був допитливим юнаком, рівнозначно захоплювався як українською і світовою літературою, так і природничими науками. Бездоганно знав математику і фізику. 
Микола Ткач був творчо одержимою і наполегливою людиною, прагнув якнайбільше отримати знань. Проте, після невдалої спроби поступити в Дніпропетровський університет на хімічний факультет, першими для нього університетами стали Чернігівське торгово - кооперативне училище та Чернігівське професійне - технічне училище столярів-краснодеревників. Рік праці в Одесі, відтак служба в армії (в м. Бранд, Німеччина), де Микола написав чимало віршів, які досі не опубліковані. Демобілізувавшись, навчається у Київському інженерно-будівельному інституті, а, закінчивши його, деякий час працює в Києві майстром на будівництві Кібернетичного центру України, головним інженером ЖЕК при Печерському райвиконкомі. 
З 1970 рр живе в Києві. 
З часом приходить усвідомлення потреби визволення від цивілізаційного рабства людської душі, тож вивчає практики систем здорового способу життя, проводить заходи по відродженню народних традицій. Разом з тим захоплюється дослідженням глибин народної культури та давньої писемності, стверджуючись як науковець. Згодом переходить на творчу роботу, здійснює експедиції по Україні, записуючи ономастичні, топонімічні та фольклорні матеріали. На цей час він уже видав кілька поетичних книжок, зокрема книгу «Клечальний міст: джерела української міфології», за яку йому було присуджено премію «Благовіст», а також прийнято до Спілки письменників України та СРСР. 
З 1998 року Микола Ткач почав працювати у Київському національному університеті культури і мистецтв та системно займатися природничими науками. Тут захистив кандидатську дисертацію, одержав звання доцента, а згодом професора. І всі ці роки невідступно за ним стежили різного роду сексоти та працівники КДБ, які влаштовували йому всілякі провокації, заважали працювати.
Його полонила міфологія та ономастика, народні ремесла. Він писав вірші, різьбив по дереву, шив сам собі народний одяг, збирав народні пісні у контексті писемних джерел, зразків фольклору та говірок, практикував у харчуванні сироїдство, досліджував старослов’янську писемність. А коли збагатився знаннями, то десь на початку 80-их років минулого століття приступив до невмирущого «Слова о полку Ігоревім». На той час йому вже довелося пройти селами, почути живу мову у різних регіонах України. Він не перекладав і не переспівував безсмертну поему, як інші поети, а зробив наукову реконструкцію – відтворив текст за збереженими словами, виразами, говорами (діалектами) чернігівських та інших областей. Після чого всі «темні» місця зі «Слова о полку Ігоревім» зникли і постала ритмомелодика прадавнього звучання – не російською, а українською мовою. Свою працю з радістю поспішив показати в Інституті мовознавства ім. О. Потебні, але там його сприйняли холодно, мовляв, не має мовознавчої освіти. Проте, порадили звернутися до московських дослідників «Слова…» 
У нього була особлива пристрасть до Слова. Він жив ним, проникав у найпотаємніші його глибини, кохався в ньому. Навіть дипломну роботу в будівельному інституті захищав українською мовою, чим викликав неоднозначну оцінку в тодішнього керівництва. Любив говорити: «Слово – явище космічне, дане Богом у вигляді закодованих символів, які поки що залишаються загадкою для людства». 
Помер 17 квітня 2019 року в місті Чернігові та похований в рідному селі Сахнівка на Чернігівщині. 

## Творчість
Перша його поетична книжка «Риштування» побачила світ у 1975 р., з якої партійні рецензенти вилучили найбільш вартісні вірші, де були ознаки радянської дійсності. Згодом почали з’являтися інші збірки, зокрема «Відвідини матері» (1980), «Древо» (1988), «Дзвони скляної гори» (1992), «Золоті орелі», (1997) «Не осквернись, душа моя, у слові» (2002), «У світлині неба» (2004), «Непочата вода» (2008), «Вино з тюльпанів» (2012), «Осел у шкурі лева», «Сонячний зайчик», «У володіннях Волоса» (2012), «Земля і люди» (2012), «Час любові і болю» (2016) «Михайлик і Марко» (2015) – книга для дітей, «Цвіт полинь» – книга авторських пісень, «Поезія натхненних рук» (2013) – фотоальбом виробів народного мистецтва. І остання його лебедина пісня, поетична книга – «Вербове коріння», яку він встиг ще потримати в руках. У ній виявився філософський і символічний підтекст, адже латинське vergum – то слово. Поетичні книги «Вино з тюльпанів», « У володіннях волоса»  та «Земля і люди» (трилогія) висувалися на премію Тараса Шевченка.
Наукова реконструкція «Слово о полку Ігоревім» вийшла в Україні окремою книгою спочатку під назвою «Пахощі Боянових слів», а згодом «Слово о полку Ігоревім: графічна реконструкція, переклад, словник -довідник». Словник - довідник «Слова о полку Ігоревім» підготовлений у контексті українських писемних джерел, зразків фольклору та говірок є сьогодні єдиним не тільки в Україні, а й всьому світі.
Потім була наукова реконструкція «Остромирового Євангелія», «Слово о Законі і Благодаті» митрополита Іларіона та багато інших досліджень. Зокрема побачили світ такі книги: посібник з народознавства «Дерево роду», навчальний посібник «Міфологія», монографія «Володимирові боги», родовід М. М. Поплавського «Від джерел до джерел», наукова розвідка «Генеалогія слова», «Музика мови і мова музики», фольклорно-етнологічні та інші видання: «Вийди, вийди, Іванку», «Ішов Миколай», «Перетик», «Хліб наш насущний», «Ой ти, Калито, ой медовая», «Просили батько, просили мати», записи українських народних пісень: «Ой ти, просоволото», «Чумарочка рябесенька», авторські пісні: «Пісне моя», «Українська звичаєва культура» – монографія. Працював він над Словником українських імен, але так і не закінчив. І ще одна праця, яку він носив у своєму серці все життя, яку з певних причин, тільки йому відомих, залишив і більше не повертався до неї – це «Походження слова». Саме під таким заголовком лишилася після нього папка, в якій зібрано багато чорнових матеріалів.
Лебединою піснею його творчості став «Словник говіркових, розмовних, рідковживаних та застарілих слів української мови». Над цим Словником Микола працював дуже потужно кілька останніх років, будучи уже дуже хворим. 
За багато років Микола ґрунтовно опрацював величезну кількість лексичного матеріалу, використовуючи діалектні словники регіональних говірок, фольклорні збірники, літературні твори та власні записи, які збирав повсякчас. Це перший в Україні такий Словник українських діалектів, який вміщує в собі говірки всіх етнічних груп українців та засвідчує еволюційні та історичні зміни живої української мови в її говірковому розмаїтті. Словник був виданий братом Михасем Ткачем у 2019 році за фінансової підтримки Чернігівського земляцтва в Києві.
Є автором:
- поетичних збірок, зокрема:
  - «Риштування» (1975)
  - «Відвідини матері» (1980)
  - «Древо» (1988)
  - «Дзвони скляної гори» (1992)
  - «Золоті орелі» (1997)
  - «Не осквернись, душа моя, у слові» (2002)
  - «У світлині неба» (2004)
  - «Непочата вода» (2008)
  - «Вино з тюльпанів» (2012)
  - «Осел у шкурі лева»
  - «Сонячний зайчик» (2013)
  - «У володіннях Волоса» (2013)
  - «Земля і люди» (2013)
  - «Час любові і болю» (2017)
  - «Михайлик і Марко» (2015)
  - «Вербове коріння» (2018)
  - «Цвіт-полин» (пісні) (2017)
- численних наукових та науково-популярних видань, серед яких:
  - «Пахощі Боянових слів»,
  - «Слово о полку Ігоревім: реконструкція, переклад, словник-довідник»,
  - «Володимирові боги»,
  - «Генеалогія слова»,
  - «Криниця» (2012)
  - Клен було чим не дерево (ноти): укр. нар. пісні у записах Надії Данилевської та Миколи Ткача (2014)
- книг-розвідок про найвидатніші пам'ятки старослов'янського письменства:
  - «Остромирове євангеліє»
  - «Слово о законі і благодаті митрополита Іларіона»,
- Словники:
  - «Словник говіркових, розмовних, рідковживаних та застарілих слів української мови» (2019)

- етнологічних книг:
  - «Клечальний міст»,
  - «Перетик»,
  - «Просили батько, просила мати»
  - «Поезія натхненних рук» (фотоальбом) (2013)

- Генеалогічні дослідження
  - Родовід Михайла Поплавського, сина Михайла, внука Романового. Від джерел до джерел / М. М. Ткач. — Вид. 2-ге, перероблене і доповнене. — Київ : Р. К. Майстер-принт, 2018. - 424 с. ISBN 966-617-7518-61-6

## Родина
- дружина Надія Данилевська
- старший брат Михась Ткач — прозаїк, головний редактор журналу «Літературний Чернігів».

## Відзнаки
З нагоди 75-річчя з дня народження і за визначну творчу та наукову діяльність нагороджений медаллю «Івана Мазепи» (2017).